# Viver
Viver – gmina w Hiszpanii, w prowincji Castellón, we wspólnocie autonomicznej Walencja, o powierzchni 49,93 km². W 2011 roku liczyła 1666 mieszkańców.